# Quincey (Alto Saona)
 Quincey  es una población y comuna francesa, situada en la región de Franco Condado, departamento de Alto Saona, en el distrito de Vesoul y cantón de Vesoul-Est.

## Demografía
| 408 | 433 | 709 | 1006 | 1124 | 1037 | 1205 |
| Para los censos de 1962 a 1999 la población legal corresponde a la población sin duplicidades (Fuente: INSEE [Consultar]) |     |     |      |      |      |      |